# 瓜德羅普綠鸚鵡
瓜德羅普綠鸚鵡（Amazona violacea）是瓜德羅普特有的一種鸚鵡,它被认为在18世纪末期灭绝。在此前的一些作品中能见到有关记载。
它在1905年被划分到了亚马逊鹦鹉属，并被认为与帝王亚马逊鹦鹉是近亲，甚至是同一个物种。
根据当代的描述，瓜德罗普绿鹦鹉的头部、颈部和腹部主要是紫色或石板灰色，夹杂着绿色和黑色；背部呈褐绿色；翅膀则是绿色、黄色和红色。它具有闪光羽毛，并能在脖部周围竖起一圈类似于鬃的羽毛。这种鸟以水果和坚果为食，雄鸟和雌鸟轮流在巢上栖息。法国殖民者食用了这种鸟，并摧毁了它的栖息地。到1779年时，这种鸟已经很稀少，到该世纪末似乎已经灭绝。

## 描述
杜特蒂在1654年對瓜德羅普亞馬遜鹦鹉進行了如下描述：
瓜德羅普绿鸚鵡幾乎和家禽一樣大。喙和眼睛的邊框是康乃馨色的。頭部、頸部和下半身的所有羽毛都是紫羅蘭色的，夾雜著一點綠色和黑色，像鴿子的喉嚨一樣多變。背部的上部全部呈棕綠色。長刺是黑色的，其他的是黃色、綠色和紅色，翅蓋上有兩個玫瑰色的蓮座叢。
拉巴特（Jean-Baptiste Labat）在 1742 年這樣描述這種鳥： 
這些島嶼的鸚鵡通過它們不同的羽毛與蓋亞那大陸的鸚鵡區分開來；瓜德羅普绿鸚鵡比金剛鸚鵡小一點。頭部、頸部和下半身是板條狀的，有幾根綠色和黑色的羽毛;背部完全是綠色的，翅膀一般是綠色、黃色和紅色。
克拉克指出，所描述的闪光羽毛并非瓜德罗普绿鹦鹉的独有特征，因为其他新近死亡的绿鹦鹉也显示出这种羽毛，程度有所不同，尤其是聖芬生鸚鵡。他认为，瓜德罗普的鹦鹉头部和腹部的黑色可能是羽毛的边缘，类似于帝王亚马逊鹦鹉的羽毛，而绿色可能是未成熟的标志，像聖芬生鸚鵡一样。他还将这种鸟的褐绿色上部与年轻的聖芬生鸚鵡相提并论，并认为杜·特特尔（Jean-Baptiste Du Tertre）提到的红色“玫瑰纹”可能是翅膀覆羽中的散乱羽毛。克拉克列举了帝王亚马逊鹦鹉与瓜德罗普绿鹦鹉的不同特征，例如帝王亚马逊鹦鹉头部和腹部是深紫色的，上部是绿色，翅膀则有深棕色、紫色、绿色、蓝色和红色的羽毛。
除了杜·特特尔和拉巴特以外，也有人将鸟的头部和腹部描述为灰蓝色。有人认为，这些描述差异可能是因为拉巴特将瓜德罗普绿鹦鹉与馬提尼克綠鸚鵡混淆了，因为他似乎没有区分这两种鸟类。后来有人将这些描述统一为“石板蓝色“。
在1907年，罗斯柴尔德（Rothschild）在其《灭绝的鸟类》一书中，由荷兰艺术家约翰·杰拉德·柯尔曼斯（John Gerrard Keulemans）根据早期的描述画出了瓜德罗普绿鹦鹉的插图。1916年，美国鸟类学家罗伯特·里奇威（Robert Ridgway）批评这幅插图与杜·特特尔的描述不符；杜·特特尔当时的意思是，这种鹦鹉只有近端初级羽毛是黄色的，而插图中，除了红色的翅膀以及头部和腹部是石板色的以外，所有覆羽羽毛都是黄色的。

## 生活
在1664年，杜·特特尔描述了瓜德罗普绿鹦鹉的一些行为特征，并列出了它的饮食内容：
当它竖起脖部的羽毛时，会在头部周围形成一个美丽的“鬃”，它似乎很欣赏这个鬃，就像孔雀欣赏自己的尾巴一样。它的声音很响亮，讲话非常清晰，并且如果从小就开始训练，它能很快学会。它以森林中生长的野果为食，唯一不吃的就是曼陀罗（manchioneel）。棉花种子使它中毒，像酒对人类的影响一样；因此它们会非常贪婪地食用这些种子……它的肉味道非常好，但会因食物种类不同而有所变化;如果它吃腰果，肉味会带有大蒜的香味；如果吃印度木（bois des inde），则有丁香和肉桂的味道；如果吃苦的浆果，它的肉就会苦如胆汁;如果它吃的是金柑，肉会变成全黑，但这并不妨碍它有非常美味的味道。当它吃番石榴时，肉味最为美妙，这时候法国人会大量捕杀它们。
克拉克（Clark）指出，聖芬生鸚鵡及其他亚马逊种类在兴奋时也能竖起脖部的羽毛形成“鬃”。
在1667年，杜·特特尔再次重复了对它的描述，并补充了一些关于其繁殖行为的细节：
我们这里有两只（绿鹦鹉），它们在离我们房子一百步远的大树上筑巢。雄鸟和雌鸟轮流坐在巢里，并且一只接一只地飞到房子来觅食，当它们的幼鸟长大到足以离巢时，它们会把幼鸟带到房子里。

## 灭绝
在1779年，布丰（Buffon）表示瓜德罗普绿鹦鹉已经变得非常稀少，并提出了可能导致其灭绝的原因：
“我们没见过这种鹦鹉，它也没有在凯恩（Cayenne）出现。今天，在瓜德罗普岛上，它甚至非常罕见，因为岛上的居民没能提供任何关于它的信息；但这并不特别奇怪，因为自从人类在这些岛屿上定居以来，鹦鹉的数量大幅减少。”
杜·特特尔特别提到，这种鸟在其特别肥美的季节遭到法国殖民者的残酷猎杀。
格林韦（Greenway）指出，法国定居者不仅食用了瓜德罗普绿鹦鹉，还摧毁了它的栖息地。与之相关的帝王亚马逊鹦鹉至今仍在多米尼克的陡峭山地森林中生存。瓜德罗普岛的山地不如多米尼克陡峭，更适合农业耕作，并且历史上拥有更大规模的人口。因此，瓜德罗普绿鹦鹉面临的生存压力更大，最终在18世纪末灭绝。至今仍栖息在西印度群岛的所有亚马逊鹦鹉物种都面临灭绝危险，因为它们被大量捕捉，并且栖息地也在不断被摧毁。

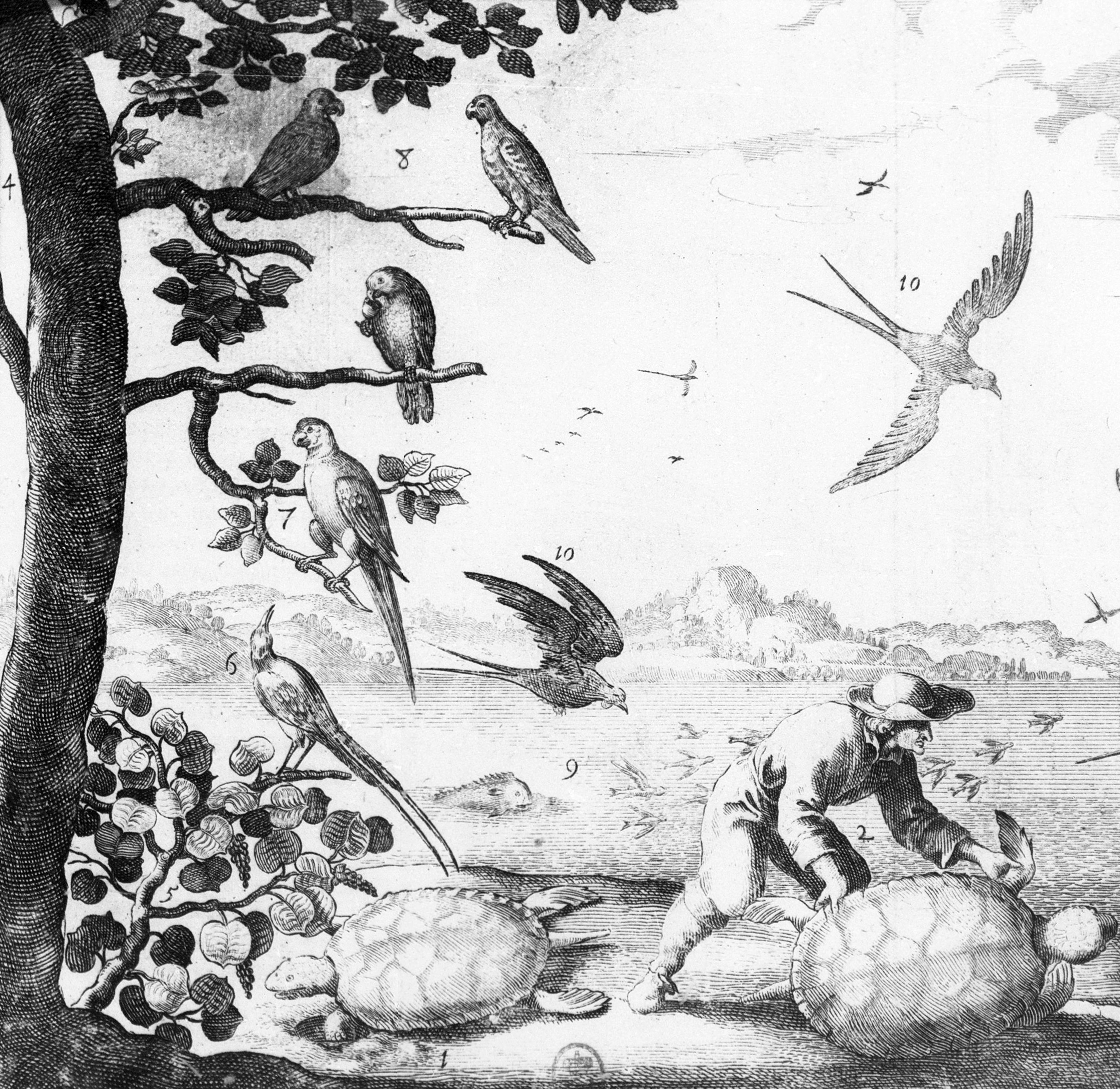
圖畫最上有兩隻瓜德羅普綠鸚鵡。